# Zaragozachthonius
Genre
Zaragozachthonius est un genre de pseudoscorpions de la famille des Chthoniidae.

## Distribution
Les espèces de ce genre se rencontrent en Italie et en Macédoine du Nord.

## Liste des espèces
Selon Gardini, 2020 :
- Zaragozachthonius karamanianus (Hadži, 1937)
- Zaragozachthonius siculus Gardini, 2020

## Étymologie
Ce genre est nommé en l'honneur de Juan Antonio Zaragoza.

## Publication originale
- Gardini, 2020 : « Zaragozachthonius (Pseudoscorpiones, Chthoniidae), a new genus with species in Italy and the Balkan peninsula. » Zootaxa, no 4894(4), p. 535-548.